# Betta hipposideros
Betta hipposideros é uma espécie de peixe da família Belontiidae.
É endémica de Malásia.